# سانتیاگو کاسارس کوئیروگا
سانتیاگو کاسارس کوئیروگا (انگلیسی: Santiago Casares Quiroga؛ زاده ۲۳ اکتبر ۱۸۸۴ – درگذشته ۲۳ دسامبر ۱۹۵۰) وکیل اهل اسپانیا بود. وی از ۱۳ مه ۱۹۳۶ تا ۱۹ ژوئیه ۱۹۳۶ نخست‌وزیر این کشور بود.
سانتیاگو کاسارس کوئیروگا در ۲۳ دسامبر ۱۹۵۰، در سن ۶۶ سالگی درگذشت.